# Club Deportivo Izarra
Maillots
Le Club Deportivo Izarra est un club espagnol de football basé à Estella en Navarre.

## Historique
| \| Estella-Lizarra \| Emplacement de Estella-Lizarra, en Espagne. |
| Estella-Lizarra                                                   |

Le club évolue à plusieurs reprises en Segunda División B (troisième division) : lors de la saison 1990-1991, puis de 1992 à 1998, ensuite lors de la saison 1999-2000, puis lors de la saison 2009-2010, puis lors de la saison 2012-2013, et enfin à compter de 2015.

## Identité

### Logos

Ancien logo.
Logo actuel.

## Saisons
| Primera División   | 0  |
| Segunda División   | 0  |
| Segunda División B | 14 |
| Tercera División   | 36 |

## Palmarès
- 14 saisons en Segunda División B
- 36 saisons en Tercera División
  - Champion de Tercera División : 4 (1990, 2008, 2009, 2014)